# Chad Kroeger
Chad Robert Kroeger (Hanna, 15 novembre 1974) è un cantautore, chitarrista, compositore e produttore discografico canadese, frontman del gruppo Nickelback.

## Biografia
Chad nasce nella piccola comunità agricola di Hanna, situata ad oltre 200 km a nord est di Calgary, con il nome di Chad Robert Turton. Il suo nonno materno, il politico a livello provinciale dell'Alberta Henry Kroeger (appartenente al partito locale Progressive Conservative Association of Alberta) era nato a Mosca nel 1917 da genitori russi di etnia tedesca del Volga, di religione mennonita e di origine prussiana; erano fuggiti dalla Russia allo scoppio della Rivoluzione d'ottobre.
Imparò a suonare la chitarra all'età di tredici anni e, dotato di una voce roca e potente, Chad fondò i Nickelback nel 1995, dopo un'esperienza, nello stesso anno, coi Village Idiot, cover band locale (di cui facevano parte anche alcuni futuri membri dei Nickelback). Dopo Curb e The State, il gruppo raggiunse la fama grazie all'album Silver Side Up, pubblicato l'11 settembre 2001 (lo stesso giorno degli attentati agli Stati Uniti), e soprattutto grazie al singolo How You Remind Me.
Nel 2002 ha scritto con Josey Scott Hero, colonna sonora del film Spider-Man, per la quale ha vinto il premio come miglior video tratto da un film agli MTV Video Music Awards 2002. Nel 2005 esce il sesto album dei Nickelback, All the Right Reasons. Nel 2007 incide un duetto con Carlos Santana, Into the Night, incluso nell'album Ultimate Santana. Con Santana aveva collaborato anche nel brano Why Don't You & I, dall'album Shaman del 2002.
Chad Kroeger ha collaborato al secondo album dei Daughtry Leave This Town, del 2009, scrivendo i due singoli estratti, No Surprise e Life After You. Nel 2009 ha inciso insieme a Timbaland un brano intitolato Tomorrow in a Bottle. Nel 2010 collabora con i My Darkest Days cantando nel singolo Porn Star Dancing. Oltre a questi ultimi, ha lanciato un'altra band canadese, i Theory of a Deadman.

## Vita privata
È stato abbandonato dal padre all'età di tre anni. Dopo l'abbandono del padre, ha preso per ordine del giudice il cognome del fratello Mike Kroeger.
Nel febbraio 2012 si è fidanzato ufficialmente con la cantante canadese Avril Lavigne; il tutto è stato reso pubblico da entrambi solamente il 21 agosto 2012. La coppia si è sposata nel Sud della Francia il 1º luglio 2013 con una cerimonia privata. Il 2 settembre 2015 Avril Lavigne annuncia la loro separazione.

## Discografia

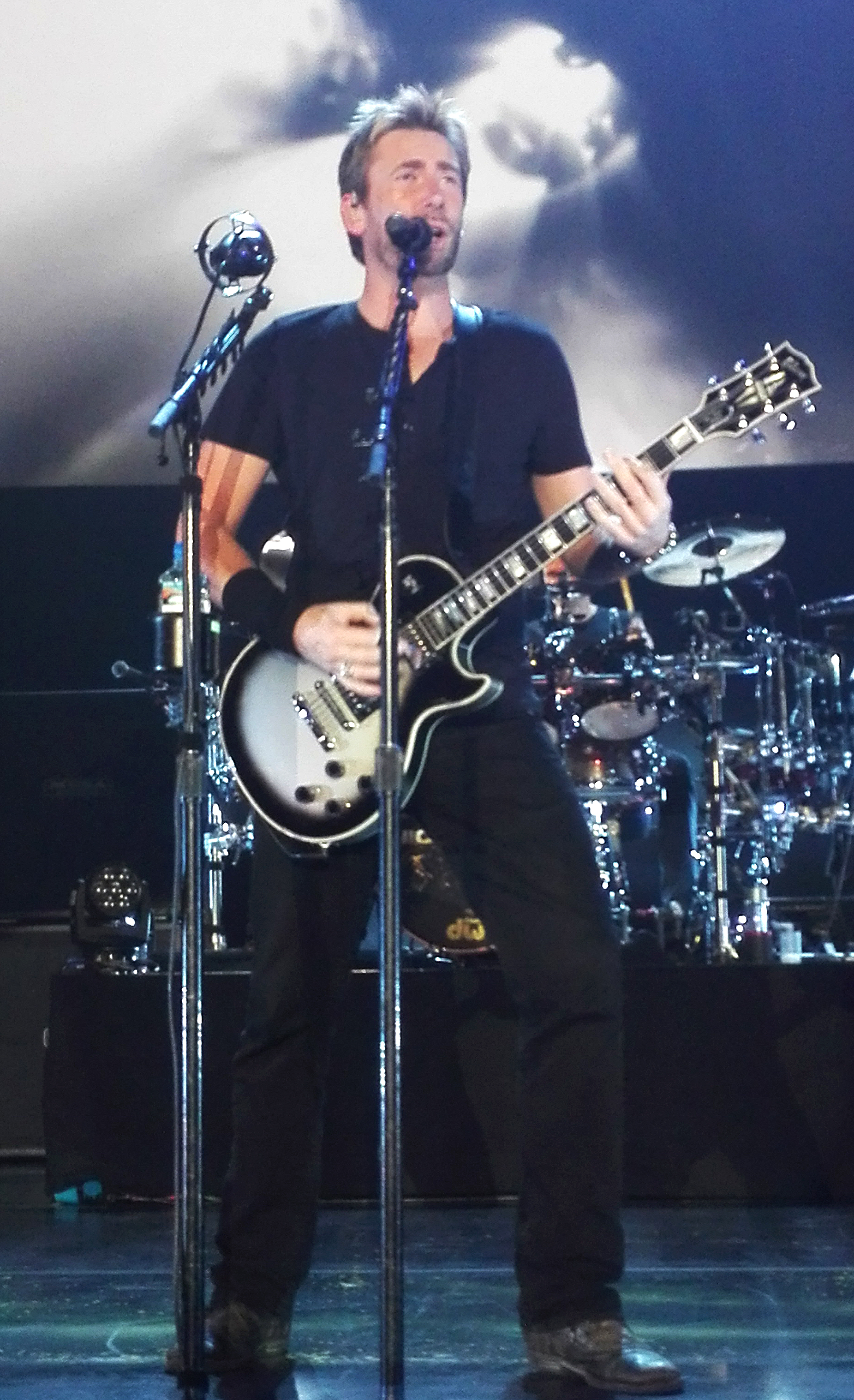
Chad Kroeger in concerto a Kaunas nel 2016

- 1996 – Hesher
- 1996 – Curb
- 2000 – The State
- 2001 – Silver Side Up
- 2003 – The Long Road
- 2005 – All the Right Reasons
- 2008 – Dark Horse
- 2011 – Here and Now
- 2014 – No Fixed Address
- 2017 – Feed the Machine
- 2022 – Get Rollin'